# رنه پتی
رنه پتی (فرانسوی: René Petit‎; ۸ اکتبر ۱۸۹۹ – ۱۴ اکتبر ۱۹۸۹) بازیکن فوتبال اهل فرانسه بود.
از باشگاه‌هایی که در آن بازی کرده‌است می‌توان به باشگاه فوتبال رئال مادرید اشاره کرد.
وی همچنین در تیم ملی فوتبال فرانسه بازی کرده‌است.